# Стрибки у воду на літніх Олімпійських іграх 2016 — вишка, 10 метрів (чоловіки)
Змагання зі стрибків у воду з 10-метрової вишки серед чоловіків на літніх Олімпійських іграх 2016 пройшли 19 і 20 серпня у Водному центрі Марії Ленк. У змаганнях взяли участь 28 спортсменів з 18 країн.

## Розклад
Час місцевий (UTC−3)
| Дата                | Час         | Раунд          |
| ------------------- | ----------- | -------------- |
| П'ятниця, 19 серпня | 16:00       | Попереднє коло |
| Субота, 20 серпня   | 11:00 16:30 | Півфінал Фінал |

## Результати
| Місце | Спортсменка               | Попереднє коло | Попереднє коло | Півфінал   | Півфінал   | Фінал                      | Фінал                      | Фінал                      | Фінал                      | Фінал                      | Фінал                      | Фінал                      | Фінал                      |
| Місце | Спортсменка               | Очки           | Місце          | Загалом    | Місце      | Стрибок 1                  | Стрибок 2                  | Стрибок 3                  | Стрибок 4                  | Стрибок 5                  | Стрибок 6                  | Загалом                    | Місце                      |
| ----- | ------------------------- | -------------- | -------------- | ---------- | ---------- | -------------------------- | -------------------------- | -------------------------- | -------------------------- | -------------------------- | -------------------------- | -------------------------- | -------------------------- |
| 1     | Чень Айсень (CHN)         | 545.35         | 3              | 559.90     | 1          | 96.90                      | 78.75                      | 102.60                     | 93.60                      | 105.45                     | 108.00                     | 585.30                     | 1                          |
| 2     | Херман Санчес (MEX)       | 430.05         | 12             | 462.05     | 9          | 84.15                      | 81.60                      | 82.50                      | 98.05                      | 95.20                      | 91.20                      | 532.70                     | 2                          |
| 3     | Девід Бодая (USA)         | 496.55         | 4              | 458.35     | 10         | 88.20                      | 94.40                      | 81.60                      | 90.00                      | 102.60                     | 68.45                      | 525.25                     | 3                          |
| 4     | Бенджамін Оффре (FRA)     | 470.45         | 5              | 477.00     | 4          | 80.00                      | 86.70                      | 76.50                      | 94.05                      | 89.10                      | 81.00                      | 507.35                     | 4                          |
| 5     | Мартін Вольфрам (GER)     | 468.80         | 6              | 466.15     | 8          | 90.00                      | 76.80                      | 95.20                      | 59.40                      | 86.40                      | 85.10                      | 492.90                     | 5                          |
| 6     | Цю Бо (CHN)               | 564.75         | 2              | 504.70     | 2          | 94.50                      | 47.25                      | 102.00                     | 102.60                     | 47.50                      | 94.35                      | 488.20                     | 6                          |
| 7     | Рафаель Кінтеро (PUR)     | 456.55         | 10             | 471.20     | 7          | 65.60                      | 90.65                      | 81.60                      | 81.60                      | 79.20                      | 86.70                      | 485.35                     | 7                          |
| 8     | Віктор Мінібаєв (RUS)     | 462.25         | 8              | 474.10     | 6          | 81.60                      | 70.30                      | 86.70                      | 79.20                      | 72.00                      | 91.80                      | 481.60                     | 8                          |
| 9     | Саша Кляйн (GER)          | 463.40         | 7              | 475.00     | 5          | 65.60                      | 90.65                      | 94.50                      | 37.80                      | 81.60                      | 54.00                      | 424.15                     | 9                          |
| 10    | Іван Гарсія (MEX)         | 418.90         | 15             | 497.55     | 3          | 88.80                      | 73.80                      | 54.00                      | 91.80                      | 30.75                      | 79.80                      | 418.95                     | 10                         |
| 11    | У Ха Рам (KOR)            | 438.45         | 11             | 453.85     | 12         | 76.50                      | 81.60                      | 85.00                      | 57.60                      | 47.25                      | 66.60                      | 414.55                     | 11                         |
| 12    | Домонік Бедгуд (AUS)      | 413.85         | 17             | 454.95     | 11         | 72.00                      | 86.40                      | 68.45                      | 44.55                      | 44.20                      | 88.20                      | 403.80                     | 12                         |
|       | Стіл Джонсон (USA)        | 403.75         | 18             | 447.85     | 13         | Кваліфікувався як запасний | Кваліфікувався як запасний | Кваліфікувався як запасний | Кваліфікувався як запасний | Кваліфікувався як запасний | Кваліфікувався як запасний | Кваліфікувався як запасний | Кваліфікувався як запасний |
|       | Вінсан Ріндо (CAN)        | 419.50         | 14             | 436.30     | 14         | Кваліфікувався як запасний | Кваліфікувався як запасний | Кваліфікувався як запасний | Кваліфікувався як запасний | Кваліфікувався як запасний | Кваліфікувався як запасний | Кваліфікувався як запасний | Кваліфікувався як запасний |
| 15    | Джеймс Коннор (AUS)       | 457.05         | 9              | 419.10     | 15         | Не пройшов                 | Не пройшов                 | Не пройшов                 | Не пройшов                 | Не пройшов                 | Не пройшов                 | Не пройшов                 | Не пройшов                 |
| 16    | Хьюго Парізі (BRA)        | 422.45         | 13             | 417.15     | 16         | Не пройшов                 | Не пройшов                 | Не пройшов                 | Не пройшов                 | Не пройшов                 | Не пройшов                 | Не пройшов                 | Не пройшов                 |
| 17    | Микита Шлейхер (RUS)      | 418.15         | 16             | 415.75     | 17         | Не пройшов                 | Не пройшов                 | Не пройшов                 | Не пройшов                 | Не пройшов                 | Не пройшов                 | Не пройшов                 | Не пройшов                 |
| 18    | Томас Дейлі (GBR)         | 571.85         | 1              | 403.25     | 18         | Не пройшов                 | Не пройшов                 | Не пройшов                 | Не пройшов                 | Не пройшов                 | Не пройшов                 | Не пройшов                 | Не пройшов                 |
| 19    | Максім Бушар (CAN)        | 398.15         | 19             | Не пройшов | Не пройшов | Не пройшов                 | Не пройшов                 | Не пройшов                 | Не пройшов                 | Не пройшов                 | Не пройшов                 | Не пройшов                 | Не пройшов                 |
| 20    | Віктор Ортега Серна (COL) | 386.85         | 20             | Не пройшов | Не пройшов | Не пройшов                 | Не пройшов                 | Не пройшов                 | Не пройшов                 | Не пройшов                 | Не пройшов                 | Не пройшов                 | Не пройшов                 |
| 21    | Хесус Лірансо (VEN)       | 385.55         | 21             | Не пройшов | Не пройшов | Не пройшов                 | Не пройшов                 | Не пройшов                 | Не пройшов                 | Не пройшов                 | Не пройшов                 | Не пройшов                 | Не пройшов                 |
| 22    | Цзи Лян Оой (MAS)         | 379.50         | 22             | Не пройшов | Не пройшов | Не пройшов                 | Не пройшов                 | Не пройшов                 | Не пройшов                 | Не пройшов                 | Не пройшов                 | Не пройшов                 | Не пройшов                 |
| 23    | Роберт Паес (VEN)         | 378.20         | 23             | Не пройшов | Не пройшов | Не пройшов                 | Не пройшов                 | Не пройшов                 | Не пройшов                 | Не пройшов                 | Не пройшов                 | Не пройшов                 | Не пройшов                 |
| 24    | Вадим Каптур (BLR)        | 353.85         | 24             | Не пройшов | Не пройшов | Не пройшов                 | Не пройшов                 | Не пройшов                 | Не пройшов                 | Не пройшов                 | Не пройшов                 | Не пройшов                 | Не пройшов                 |
| 25    | Себастьян Вілья (COL)     | 350.40         | 25             | Не пройшов | Не пройшов | Не пройшов                 | Не пройшов                 | Не пройшов                 | Не пройшов                 | Не пройшов                 | Не пройшов                 | Не пройшов                 | Не пройшов                 |
| 26    | Євгеній Корольов (BLR)    | 347.80         | 26             | Не пройшов | Не пройшов | Не пройшов                 | Не пройшов                 | Не пройшов                 | Не пройшов                 | Не пройшов                 | Не пройшов                 | Не пройшов                 | Не пройшов                 |
| 27    | Майкол Верцотто (ITA)     | 313.10         | 27             | Не пройшов | Не пройшов | Не пройшов                 | Не пройшов                 | Не пройшов                 | Не пройшов                 | Не пройшов                 | Не пройшов                 | Не пройшов                 | Не пройшов                 |
| 28    | Мохаб Ель-Корді (EGY)     | 305.50         | 28             | Не пройшов | Не пройшов | Не пройшов                 | Не пройшов                 | Не пройшов                 | Не пройшов                 | Не пройшов                 | Не пройшов                 | Не пройшов                 | Не пройшов                 |